# Mięsień nawrotny obły

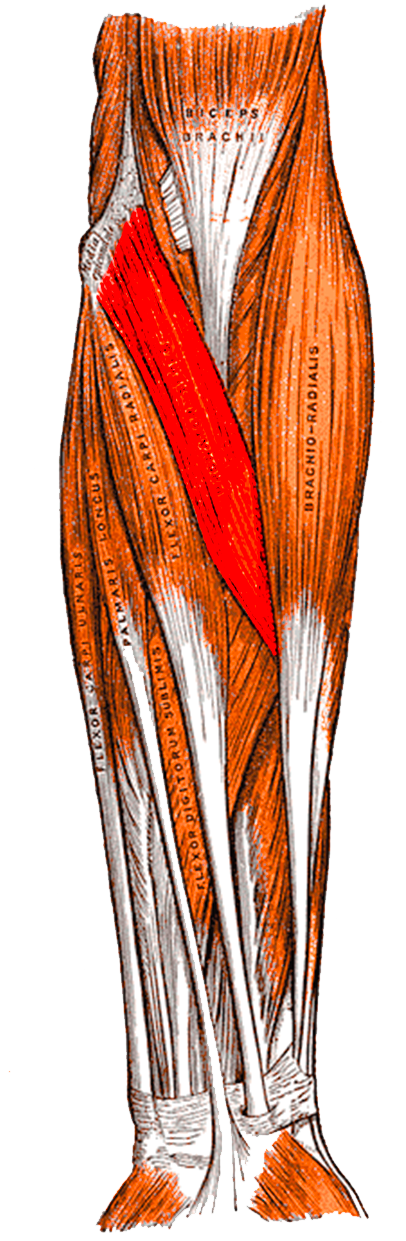
Mięsień nawrotny obły oznaczony na czerwono.

Mięsień nawrotny obły (łac. musculus pronator teres) – w anatomii człowieka mięsień kończyny górnej leżący w warstwie powierzchownej grupy przedniej mięśni przedramienia. Jest mięśniem położonym najbardziej powierzchownie i bocznie w tej warstwie. Składa się z dwóch głów. Głowa ramienna (łac. caput humerale) ma przyczep proksymalny na przegrodzie międzymięśniowej przyśrodkowej ramienia i na nadkłykciu przyśrodkowym kości ramiennej. Głowa łokciowa (łac. caput ulnare) ma przyczep proksymalny zlokalizowany na wyrostku dziobiastym kości łokciowej. Dystalnie obie głowy łączą się kierując się skośnie ku dołowi i bocznie, gdzie przechodzą w krótkie płaskie ścięgno położone na powierzchni bocznej kości promieniowej.
Unaczyniony jest przez gałęzie od tętnicy ramiennej, tętnicy promieniowej i tętnicy łokciowej, a unerwiony przez nerw pośrodkowy (C6–C7), który przebiega między obiema głowami mięśnia.
Jego funkcją jest nawracanie przedramienia w stawach promieniowo łokciowych i zginanie go w stawie łokciowym.